# ذنب‌الجدی
ذَنَب‌الَجدْیْ (دُنب بزغاله) یا دلتا بزغاله یک ستاره است که در صورت فلکی بزغاله قرار دارد.